# جولیان لوس
جولیان لوس (انگلیسی: Julian Loose؛ زادهٔ ۱۷ مهٔ ۱۹۸۵) بازیکن فوتبال اهل آلمان است.
از باشگاه‌هایی که در آن بازی کرده‌است می‌توان به باشگاه فوتبال شالکه ۰۴ و باشگاه فوتبال آرمینیا بیله‌فلد اشاره کرد.